# Anna Ebert
Anna Ebert (geborene Thurau; * 31. August 1889 in Derben/Kreis Jerichow II; † 16. März 1947 in Magdeburg) war Politikerin der KPD und Mitglied der Magdeburger Stadtverordnetenversammlung.

## Leben
Ebert trat 1921 der KPD bei und engagierte sich für die Gleichberechtigung der Frauen und gegen die Machtübernahme der Nationalsozialisten. Ebert gehörte zur Bezirksleitung der KPD Magdeburg-Anhalt und nahm 1925 an der Gründungskonferenz des Roten Frauen- und Mädchenbundes teil und wurde dessen Gauleiterin. 1929 war sie Delegierte des Bezirkes Magdeburg beim Reichsparteitag der KPD. Von 1929 bis 1933 gehörte sie der Magdeburger Stadtverordnetenversammlung an. Bereits 1930 protestierte sie gegen den § 218.
1933 wurde sie von der Gestapo verhaftet, ins Berliner Frauengefängnis überstellt und 1939 in das KZ Ravensbrück verbracht.

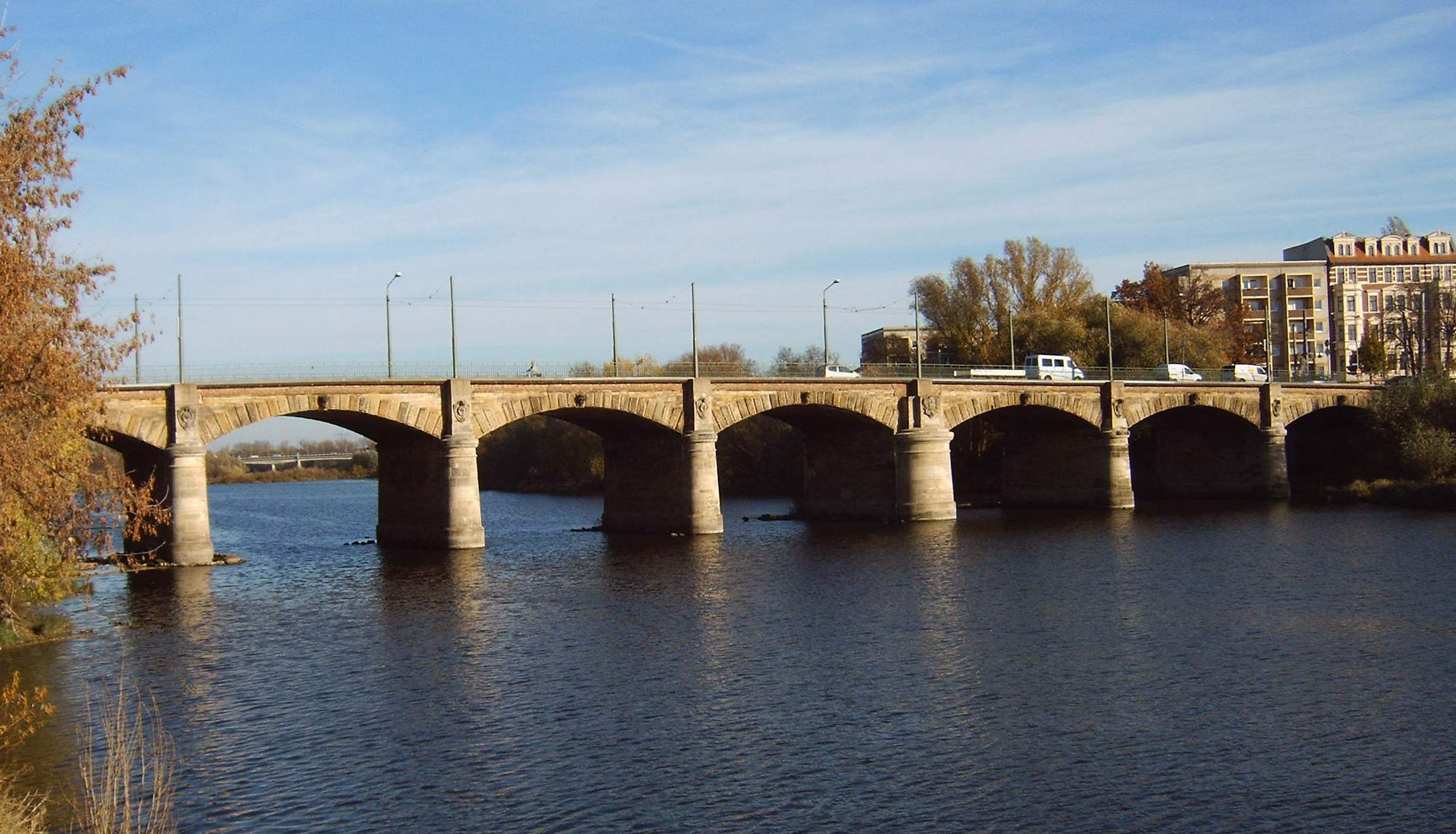
Anna-Ebert-Brücke in Magdeburg

Nach Kriegsende wurde sie Leiterin der Sozialfürsorge im Stadtteil Magdeburg-Ost und eröffnete den ersten Kindergarten in diesem Stadtgebiet. Später übernahm sie die Leitung des Fürsorgeamtes der Stadt Magdeburg.
Die Stadt Magdeburg hat die Anna-Ebert-Brücke nach ihr benannt.